# Diego López III de Haro
Pour les articles homonymes, voir Diego López et López.
Diego López III de Haro (? - † Baños de Rioja 4 octobre 1254). Fils et successeur de Lope Diaz II de Haro et d'Urraca Alfonso, fille illégitime du roi Alphonse IX de León. Il a été seigneur de Biscaye entre 1236 et 1254.

## Biographie
À la mort de son père il se rend auprès de son oncle le roi Ferdinand III de Castille, pour lui endre hommage mais aussi pour obtenir confirmation des terres reçues par son père. Le roi refusant cette confirmation, Diego Lopez quitte la cour et entre en rébellion. Le roi ayant marché contre lui, il se soumet rapidement et obtient son pardon. En 1237, rentré en grâce, il est nommé alferez real (porte-étendard royal) du royaume de Castille. En 1245 sa sœur Mencia Lopez de Haro devient reine de Portugal par son mariage avec le roi Sanche II. En 1247 il dirige avec l'infant Alphonse de Castille une expédition au Portugal pour tenter de rétablir le roi Sanche II sur le trône. En 1248 il participe à la reconquête de Séville sur les Almohades.
Après l'avènement au trône en 1252 d'Alphonse X de Castille, même s'il conserve la charge d' alferez real, sa position auprès du roi se fragilise. Il fait cause commune avec d'autres mécontents dont Henri de Castille, le frère cadet du roi. En août 1254 il entre en rébellion et se rend aussitôt en Navarre où il rend hommage au jeune roi Thibaud II et à son tuteur Jacques Ier d'Aragon.
Le 4 octobre 1254, alors qu'il retourne sur ses terres organiser la rébellion, il meurt accidentellement à Baños de Rioja brûlé par de l'eau bouillante versée dans sa baignoire dans une tentative de calmer des douleurs rhumatisantes.

## Famille et descendance
Il épouse vers 1240 Constance de Béarn, sœur de Gaston VII de Béarn, avec laquelle il a plusieurs enfants :
- Lope Diaz III de Haro, seigneur de Biscaye ;
- Diego López V de Haro, également seigneur de Biscaye, après la mort de son neveu ;
- Thérèse de Haro, épouse, vers 1270, de Juan Nuñez de Lara, et dont la descendance recueillera la succession de Biscaye.